# Jüdische Gemeinde Laupheim

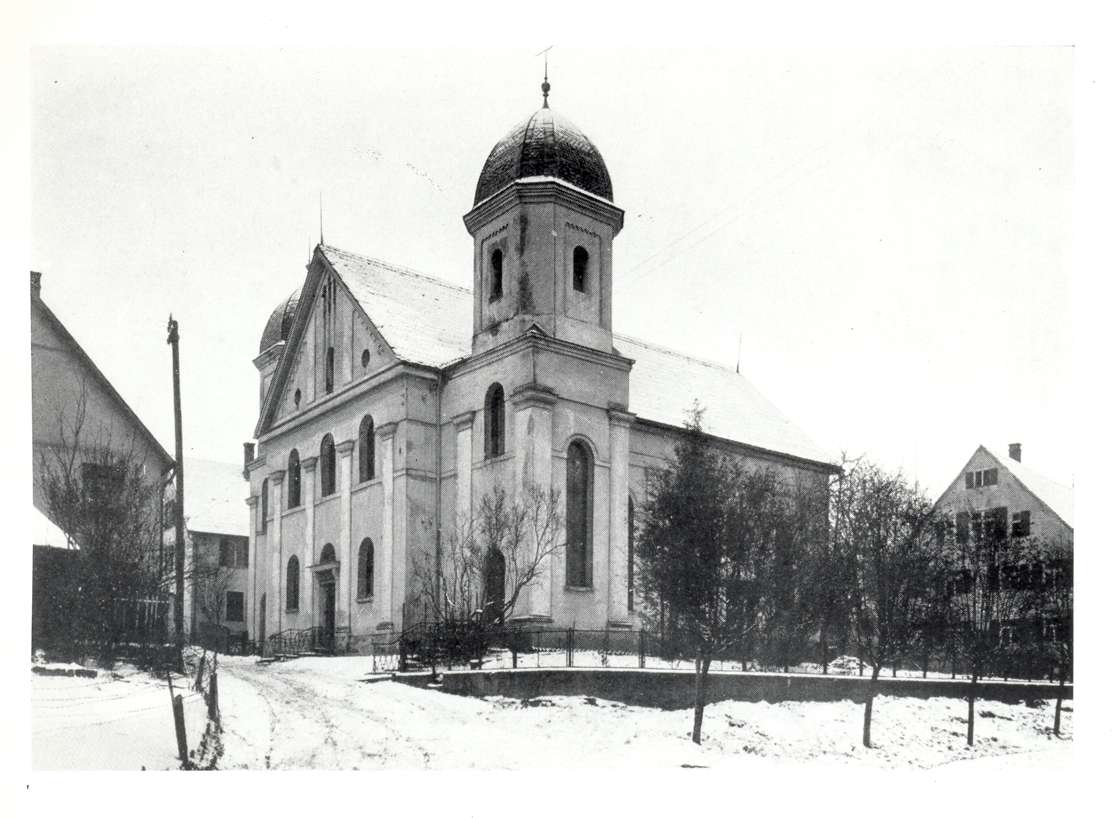
Synagoge in Laupheim, 1932

Die jüdische Gemeinde in Laupheim in Oberschwaben entstand im Jahr 1724 durch Ansiedlung von mehreren jüdischen Familien aus Illereichen und Buchau. Sie war in der Mitte des 19. Jahrhunderts die größte jüdische Gemeinde im damaligen Königreich Württemberg. Die Gemeinde erlosch im Zuge der Judenverfolgung während der Zeit des Nationalsozialismus.

## Geschichte

### 18. bis 20. Jahrhundert
Die Gemeinde geht auf einige Judenfamilien aus Illereichen und Buchau zurück, die 1724 durch Reichsfreiherr Damian Karl Franz Anton von Welden als Schutzjuden in Laupheim zur Belebung des Laupheimer Markts angesiedelt wurden. Der Schutzherr unterstützte den Bau von Wohnhäusern für die ersten Schutzjudenfamilien, erlaubte mit wenigen Ausnahmen den Handel mit Waren aller Art und verpflichtete Juden, besondere Hüte und Kleider zu tragen. Als Judensiedlung entstand auf dem im Nordosten Laupheims gelegenen Judenberg ein vom Marktflecken abgesondertes, nahezu rechteckiges Ghetto, dessen Hauptstraße (die frühere Kapellengasse) bald Judengasse genannt wurde. In einem der von der Herrschaft zur Verfügung gestellten Häuser wurde ein erster Betsaal eingerichtet, im Nordosten der Siedlung ein jüdischer Friedhof angelegt.
Nach 1730 zogen weitere jüdische Familien aus Fellheim, Fischach und anderen Orten zu. Der erste Schutzvertrag von 1730 wurde 1734 vom vorderösterreichischen Lehenhof in Freiburg im Breisgau bestätigt und 1754 auf 30 Jahre verlängert. Zu diesem Zeitpunkt zählte die Gemeinde bereits 27 Familien. Bei der nächsten Vertragsverlängerung 1784 waren es bereits 40. Seit 1771 gab es auf dem Judenberg eine Synagoge, die 1822 durch einen Neubau an anderer Stelle des Judenviertels ersetzt wurde.
Der jüdischen Gemeinde standen zwei von der Gemeinde gewählte Parnassim vor, die Rabbiner, Kantor und Lehrer beriefen. Rabbiner, Kantor und Schammes konnten über die vereinbarte Zahl von Schutzjuden hinaus ohne Schutzgeldpflicht aufgenommen werden. Parnassim und Rabbiner hatten die beschränkte niedere Gerichtsbarkeit über die jüdische Gemeinde.

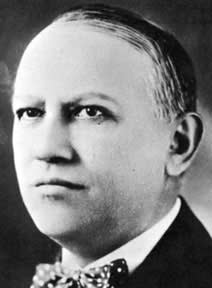
Carl Lämmle, Laupheimer und Gründer der Universal Studios

Die Gemeinde wuchs vom späten 18. Jahrhundert bis in die Mitte des 19. Jahrhunderts stark an und entwickelte sich zur größten jüdischen Gemeinde in Württemberg. Die höchste Zahl jüdischer Einwohner hatte Laupheim um 1869 (Jahr der Stadterhebung) mit 843 Personen erreicht. Danach ging die Gemeindegröße jedoch durch Abwanderung in Städte wie Stuttgart, Ulm oder München sowie Auswanderung insbesondere nach Amerika kontinuierlich zurück. Im Jahr 1900 wurden noch 443 Personen bei einer Gesamteinwohnerzahl der Stadt von 7319 Einwohnern gezählt. Im Jahr 1933 waren noch 235 jüdische Bewohner gemeldet.
Bis zum württembergischen Gesetz in Betreff der öffentlichen Verhältnisse der israelitischen Glaubensgenossen vom 25. April 1828 war Juden in Württemberg die Ausübung von akademischen, handwerklichen und landwirtschaftlichen Berufen verboten. Danach wurde zwar ein Berufsfindungsprogramm aufgelegt, das Juden vorzugsweise in handwerkliche Berufe bringen sollte, doch lebten die Laupheimer Juden noch bis in die Mitte des 19. Jahrhunderts vorwiegend vom Handel. 1856 gab es 32 Vieh- und Pferdehändler sowie 57 Hausierer. In der zweiten Hälfte des 19. Jahrhunderts begründeten einige Laupheimer Juden später bedeutende Unternehmen wie die Haarfabrik Josef Bergmann & Co., die Laupheimer Werkzeugfabrik AG, die Knabenkleiderfabrik E. Heumann, das Bankhaus Heumann, die spätere Volksbank Laupheim und die Hopfengroßhandlung Simon H. Steiner. Die Wirtschaftskraft dieser Unternehmen war so groß, dass Juden bis 1933 die wichtigsten Steuerzahler der Stadt waren. Ab 1867 waren Juden im Laupheimer Gemeinderat vertreten, sie engagierten sich auch in örtlichen Vereinen und tätigten Stiftungen zum Gemeinwohl ungeachtet der Konfessionszugehörigkeit. Das Verhältnis von Juden und Christen wird vor 1933 als einvernehmlich beschrieben.

### Liste der Gefallenen im Ersten Weltkrieg
Die jüdische Gemeinde Laupheim hatte nach dem Ersten Weltkrieg folgende Gefallene zu beklagen:
- Manfred Bernheimer (* 26. Januar 1894 in Laupheim; † 24. Juli 1915)
- Max Louis Einstein (* 13. Juli 1896 in Laupheim; † 23. August 1918)
- Gefreiter Fritz Kaufmann (* 19. Mai 1896 in Frankfurt am Main; † 3. Juli 1915)
- Leo Lewin (* 10. Oktober 1882 in Schwetz; † 9. Oktober 1915)
- Leutnant Heinrich Steiner (* 14. April 1895 in Laupheim; † 25. April 1918)
- Gefreiter Jakob Weiler (* 3. Mai 1896 in Laupheim; † 17. November 1916).
- Unteroffizier Julius Regensteiner (* 27. Januar 1897 in Laupheim; † 25. September 1915).

### Zeit des Nationalsozialismus
Die Gemeinde erlosch im Zuge der Judenverfolgung in Württemberg zur Zeit des Nationalsozialismus. Erste Ausschreitungen gab es bereits am 1. April 1933, als während des „Judenboykotts“ die Schaufenster des Kaufhauses Einstein eingeworfen wurden. Jüdische Unternehmen, Fabriken und Geschäfte wurden bis Ende 1938 der arisiert (entjudet), die Synagoge durch SA-Leute während der Reichspogromnacht 1938 niedergebrannt. 1939 wurde die jüdische Religionsgemeinschaft aufgelöst. Diejenigen Juden, die nicht ausgewandert waren, wurden nach Ausbruch des Zweiten Weltkriegs aus dem Judenviertel in Baracken in der Wendelinsgrube umquartiert, während das frühere Judenviertel von den früheren Barackenbewohnern bezogen wurde. In die Barackensiedlung wurden später weitere zwangsweise umgesiedelte Juden aus Stuttgart und anderen Orten einquartiert. Im Zuge der Deportation deutscher Juden in den Jahren 1941 und 1942 wurden über 60 Juden aus Laupheim in die Konzentrationslager Jungfernhof, Theresienstadt, Izbica und Auschwitz verschleppt. Zurückgekehrt ist keiner.

## Bevölkerungsstatistik
Das Tableau zeigt in der mittleren Spalte, bezogen auf das jeweilige Jahr, den absoluten Anteil der jüdischen Bevölkerung. Die Prozentangabe steht in Bezug zur Gesamtbevölkerung der Stadt Laupheim. 1856 gehörte mit 22,6 % fast ein Viertel der Bewohner der Stadt zur jüdischen Konfession.
| Jahr | Einwohner jüdischer Konfession | Prozent zur Gesamtbevölkerung |
| ---- | ------------------------------ | ----------------------------- |
| 1807 | 270                            | 13,3 %                        |
| 1824 | 464                            | 17,3 %                        |
| 1831 | 548                            | 18,2 %                        |
| 1846 | 759                            | 21,7 %                        |
| 1856 | 796                            | 22,6 %                        |
| 1869 | 843                            | 21,1 %                        |
| 1886 | 570                            | 12,6 %                        |
| 1900 | 443                            | 9,1 %                         |
| 1910 | 348                            | 6,4 %                         |
| 1933 | 235                            | 4,5 %                         |
| 1943 | 0                              | 0,0 %                         |

## Laupheimer Rabbiner
| Jahr           | Name               | Details |
| -------------- | ------------------ | --- |
| c. 1745–c.1760 | Jakob Bär (Beer)   | von Fellheim bei Memmingen                                                                                   |
| 1763–1804      | Maier Lämmle       | unbekannt |
| 1804–1824      | David Levi         | möglicherweise von Schnaitheim, heute Teilort von Heidenheim an der Brenz                                    |
| 1825–1835      | Salomon Wassermann | (1780 in Oberdorf–1859 in Lauchheim) vorher Rabbiner in Ansbach, danach Rabbiner in Bad Mergentheim bis 1855 |
| 1835–1852      | Jakob Kauffmann    | (1783 in Berlichingen–1852 in Laupheim) vorher Rabbiner in Weikersheim und Bad Buchau                        |
| 1852–1876      | Abraham Wälder     | (1809 in Rexingen–1876 in Laupheim) vorher Rabbiner in Berlichingen                                          |
| 1877–1892      | Ludwig Kahn        | (1845 in Baisingen–1914 in Heidelberg) vorher Rabbiner der Jüdischen Gemeinde Heilbronn                      |
| 1895–1922      | Leopold Treitel    | (1845 in Breslau–1931 in Laupheim) vorher Rabbiner in Karlsruhe; Jüdische Schule                             |

## Jüdische Bauwerke
| Gebäudename                           | Verwendung oder Bild          | Lage und Baujahr |
| ------------------------------------- | ----------------------------- | --- |
| Gasthaus Roter Ochsen                 |                               | Das 1776 erbaute Gasthaus, ursprünglich die Schildwirtschaft Daniel Leopold Einstein ist heute das restaurierte Hotel Rother Ochsen. Damals Treffpunkt der liberalen Öffentlichkeit und Vereinen wie der Leseverein Concordia, jüdischer Gesangverein Frohsinn, Radfahrverein. Carl Laemmle kehrte bei Heimatbesuchen hier ein. |
| Gasthof Zum Kronprinzen               | Koscherer Gasthof in Laupheim | 1842 vom Kronprinzenwirt Rödelheimer eröffnet in der Kapellenstraße. Saal mit Platz für Hochzeiten, Purim-Bälle und Bar-Mitzwa-Feiern. 1935 „Arisierung“ und Umbenennung in Deutsches Haus. Familie emigrierte nach Palästina.                                                                                                  |
| Gasthaus Zum Rad                      |                               | 1823 noch Tanzsaal und jüdische Schule. Später wurde dort von Joseph Steiner & Söhne die Laupheimer Werkzeugfabrik gegründet. |
| Gasthof Zur Sonne                     | Ehemalige Mikwe               | Unterhalb des Schlossberges stand von 1789 bis 1971 das Gasthaus mit einer Mikwe im Keller des Gebäudes. |
| Jüdischer Friedhof mit Kriegerdenkmal |                               | Kriegerdenkmal von 1922 nach einem Entwurf Friedrich Adlers für acht jüdische Söhne Laupheims, gefallen im Ersten Weltkrieg (deutsche Seite). 1000 Grabsteine, der älteste aus dem Jahre 1740. |
| Gebäude der Baptistengemeinde (heute) | Synagoge                      | An der Ecke Synagogenweg Bronnerstraße stand die 1822 erbaute einschiffige Synagoge die 1938 niedergebrannt und abgerissen wurde. |
| Geburtshaus Carl Laemmle              |                               | Radstraße 9 bewohnte die Familie Baruch Lämmles, der Händler, Grundstücksmakler und Vater des berühmtesten Sohnes von Laupheim war. |
| Geburtshaus Hertha Einstein-Nathorff  | Wohn- und Geschäftshaus       | 1872 errichtete am Marktplatz 4 das Ehepaar Arthur und Mathilde Einstein das Gebäude. Es beherbergte den Zigarrenladen Arthur Einsteins. Die Eheleute starben 1940. |
| Kaufhaus Einstein                     |                               | 1909 durch den Kaufmann Daniel Einstein errichtet. 1938 wurde das Kaufhaus „arisiert“ und der Inhaber im KZ Dachau inhaftiert. Er konnte 1940 in die Schweiz emigrieren. |
| Textilhändler Max Bach                | Wohn- u. Lagerhaus            | Umgebaut 1909 in der Kapellenstraße mit viergeschossiger Giebelfassade und geometrischen Stuckfeldern. |
| Geschäftshaus der Familie Adler       |                               | 1905 erbaut von Konditormeister Isidor Adler in der Kapellenstraße. Heute ist dort das schöne Cafe Hermes. |
| Villa Bergmann                        |                               | 1911 erbaut von Marco Bergmann in der Ulmer Straße. 1939 wurde das Unternehmen „arisiert“, alle Mitglieder der Familie konnten ins Ausland fliehen. |

## Persönlichkeiten
Zu den bekanntesten aus Laupheim stammenden Juden zählen:
- Kilian von Steiner (1833–1903), der als Bankier an der Gründung mehrerer bedeutender deutscher Banken beteiligt war
- Carl Laemmle (1867–1939), der 1884 aus Laupheim nach Nordamerika auswanderte und als Gründer Hollywoods gilt
- Simon H. Steiner, Hopfengroßhandlung Laupheim
- Siegfried Einstein (1919–1983), Erzähler, Lyriker, Essayist, Journalist
- Gretel Bergmann (1914–2017), deutsch-jüdische Hochspringerin
- Heinz Säbel (1912–1986), war der letzte Lehrer der israelitischen Volksschule in Laupheim